# Arrondissement Pontarlier
Pontarlier is een arrondissement van het Franse departement Doubs in de regio Bourgogne-Franche-Comté. De onderprefectuur is Pontarlier.

## Kantons
Het arrondissement was tot 2014 samengesteld uit de volgende kantons:
- kanton Levier
- kanton Montbenoît
- kanton Morteau
- kanton Mouthe
- kanton Pierrefontaine-les-Varans
- kanton Pontarlier
- kanton Le Russey
- kanton Vercel-Villedieu-le-Camp

Na de herindeling van de kantons bij decreet van 25 februari 2014, met uitwerking op 22 maart 2015, omvat het volgende kantons:
- kanton Frasne
- kanton Morteau
- kanton Ornans (deel : 21/60)
- kanton Pontarlier
- kanton Valdahon (deel : 46/58)